# Стадион Завода имени Сталина
«Стадио́н Заво́да и́мени Ста́лина» — бывший стадион в Москве, Россия. Был расположен на месте Центрального дома художника.
Построен клубом СКЗ в 1915 году на пустыре на правом берегу Москвы-реки, между Крымским мостом и Бабьегородской плотиной силами членов клуба. После открытия стал известен как спортивная площадка спортивного клуба «Замоскворечье».
Стадион имел теннисные корты, крокетную площадку, беговую дорожку из битого кирпича, футбольное поле. Первоначально последнее не соответствовало стандартам. Со временем поле было расширено, с двух сторон поля были установлены по три ряда деревянных скамеек.
С 1918 года на стадионе помимо СКЗ выступал еврейский спортивный клуб «Маккаби».
В 1923 году на территории Иностранного отдела Всероссийской сельскохозяйственной и кустарно-промышленной выставки построен новый стадион по проекту А. К. Бурова с большими трибунами для проведения различных соревнований. После выставки стадион передали в ведение Московского городского совета профессиональных союзов (МГСПС). В 1920-е — начале 1930-х годов здесь проводилось множество спортивных мероприятий, зимой заливался каток.
В 1931 году стадион был передан в ведение Добровольного спортивного общества профсоюзов автомобильной промышленности и стал домашним для футбольной команды 1-го государственного автомобильного завода имени И. В. Сталина (известной как «ЗиС», с 1936 года — «Торпедо»).
Обиходные названия стадиона того времени — «Стадион автозавода имени Сталина», «Стадион ЗиС».

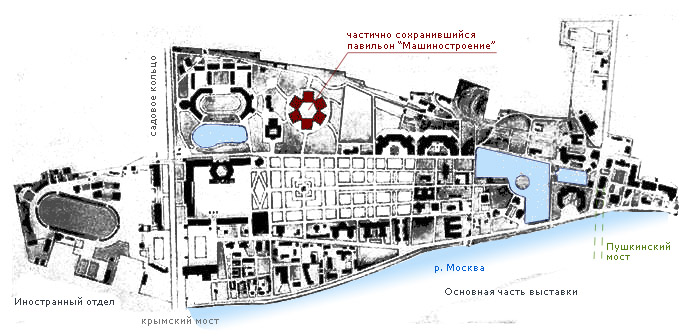
Стадион на Генеральном плане всероссийской сельскохозяйственной выставки 1923 года (в левом нижнем углу схемы)

В 1936 году стадион был отремонтирован, установлен забор, пронумерованы зрительские места. Вместимость составляла не менее 20 тысяч человек. Однако игры высшего уровня на нём проводились все реже, а в 1939—1941 годы на территории стадиона началось строительство музейного корпуса Академии наук СССР про проекту А. В. Щусева. В 1941 году, с началом войны, работы были заморожены и более не возобновлялись. В 1965—1983 годы на пустовавшей площадке построили Центральный дом художника и заложили парк.